# 威廉斯大廈
威廉斯大廈（英語：Williams Tower）是一座位於美國德克薩斯州休斯頓上城區的摩天大樓，德克薩斯州第四高建築，也是美國第二十二高建築和世界第一百零二高建築，同時被認為是休斯頓及世界上中心商務區之外最高的建築。

## 歷史
最初威廉斯大廈是由漢斯有限合夥公司開發的，2008年漢斯有限合夥公司的一個子公司以2.715億美元的價格將其買下。2012年，漢斯有限合夥公司將大樓放在市場上拋售，4個月後由景順房地產公司以4.2億美元的價格買下。

## 外部連結
- Williams Tower - Hines Interests
- Williams Tower on CTBUH Skyscraper Center
- Williams Tower （页面存档备份，存于） at Emporis.com
- Williams Tower[] at Houston Architecture